# Вісім днів надії
«Вісім днів надії» (рос. «Восемь дней надежды») — російський радянський художній фільм, знятий у 1984 році на кіностудії «Ленфільм» режисером  Олександром Муратовим.

## Сюжет
Дія фільму відбувається на одній з вугільних шахт Донбасу.
У шахті відбувається обвал. У забої залишилися двоє шахтарів, щоб дістатися до них є всього 8 днів, інакше у них немає шансів вижити.
Директор шахти вирішує дістатися до них, використовуючи відбійні молотки. Але не всі згодні з директором.

## У ролях
- Валентин Гафт —  Ігор Артемович Білоконь, директор шахти
- Вадим Яковлєв —  Юрій Андрійович Севідов, заступник директора шахти
- Микола Караченцов —  Русанов, парторг
- Дмитро Харатьян —  Віктор, син Білоконя
- Микола Федорцов —  Обухов, бригадир гірників
- Микола Сектименко —  Коля Зінченко, шахтар
- Петро Юрченков-старший —  Фролкин, шахтар
- Олексій Булдаков —  Костя Голубицький, шахтар
- Ігор Добряков —  Забеліс, шахтар
- Віктор Терехов —  шахтар бригади Обухова
- Валентин Букін —  Бєлянкін, головний лікар медсанчастини
- Федір Панасенко —  Василь Степанович Кликов, гірник
- Володимир Баранов —  Юрка Ніколаєнко, шахтар
- Іван Краско —  Семен Васильович Коноваленко, майстер
- Наталія Аїтова —  Галя, наречена Юрки Ніколаєнко
- Ігор Ясулович —  Горленко, представник обласної комісії
- Юрій Гончаров —  Сидоренко, шахтар
- Азамат Багіров —  Обухов, шахтар
- Микола Протасенко —  Василь Степанович Хромов, генеральний директор  (озвучує  Ігор Єфімов)
- Валентина Титова —  Ніна, дружина Білоконя
- Олександра Яковлєва —  Люся, секретар Білоконя
- Борис Аракелов —  шахтар

## Знімальна група
- Автор сценарію:  Едуард Володарський
- Режисер:  Олександр Муратов
- Оператор: Борис Лізньов
- Художник:  Борис Бурмістров
- Композитор: Олександр Михайлов